# Raimundo Pereira
Raimundo Pereira (* 9. února 1955) je právník a politik ze státu Guinea-Bissau, kde působí jako předseda parlamentu a dočasně i jako úřadující prozatímní prezident.

## Politická kariéra
Od 22. prosince 2008 je předsedou parlamentu, kdy ve volbách porazil Heldera Proença poměrem hlasů členů parlamentu 60:37.
Od 3. března 2009, kdy byl při puči předchozí den zabit prezident João Bernardo Vieira, se stal z titulu šéfa parlamentu prozatímním prezidentem. Funkci měl vykonávat do 8. září 2009, kdy se očekávalo složení přísahy zvoleného prezidenta Malam Bacai Sanhá. Tento prezident zemřel 9. ledna 2012 a tak se Pereira stal opět prozatímním prezidentem. 14. dubna 2012 sesazen vojenským pučem.